# 폴 마리오 데이
폴 마리오 데이(Paul Mario Day, 1956년 4월 19일 ~ 2025년 7월 29일)는 1975년부터 1976년까지 헤비 메탈 밴드 아이언 메이든의 오리지널 리드 보컬리스트였고 1980년부터 1981년까지 모어의 리드 보컬리스트였던 영국인 가수이다.

## 아이언 메이든
데이는 1975년 12월부터 1976년 10월까지 아이언 메이든의 첫 번째 리드 싱어였다. 아이언 메이든의 더 얼리 데이즈 DVD에서는 데이가 무대 카리스마가 부족해서 해고되었다고 언급되었다. 그는 데니스 윌콕으로 교체되었다. 몇 년 후 그는 아이언 메이든의 곡 "Strange World"의 공동 작곡가임을 주장했다.

## 아이언 메이든 이후의 경력
그는 나중에 모어라는 밴드를 결성하여 1981년 도닝턴 몬스터즈 오브 록 페스티벌에서 공연했으며, 한때 아이언 메이든 기타리스트였던 폴 토드(아이언 메이든에 이틀 동안 있었고 녹음이나 라이브 공연은 전혀 하지 않았고 단지 사진 촬영만 했다)와 데프 레퍼드 드러머 프랭크 눈도 라인업에 포함되었다. 그는 1983년부터 1984년까지 와일드파이어의 리드 싱어였다. 1985년, 스위트는 앤디 스콧과 믹 터커에 의해 재결성되었고, 이후 폴 데이가 합류했다. 그는 1986년 런던의 Marquee Club에서 스위트의 리드 싱어로 라이브 앨범을 녹음했다. 이 활동 후 그는 1986년부터 오스트레일리아에서 살았고 뉴캐슬, 뉴사우스웨일스주 출신의 두 밴드의 리드 보컬이었다. 그는 디페이스드 밴드와 함께 록 곡 커버를 공연했으며, 현재는 해체된 미계약 하드 록 밴드 크림존 레이크에서 노래를 부르고 작곡했다. 그는 오스트레일리아의 프로그레시브 메탈 밴드 버팔로 크로우즈의 앨범 Bovonic Empire에 객원 뮤지션으로 참여했다.
2019년, 스티브 해리스에 의한 1975년 오리지널 아이언 메이든 라인업은 데이를 보컬로, 데이브 설리번과 테리 랜스를 기타로 하여 런던에서 재결합 콘서트를 열었다. 오리지널 드러머 론 매튜스는 불참했다.
데이는 2025년 7월 29일 69세의 나이로 암으로 사망했다.

## 음반 목록

### 모어
애틀랜틱:
- 워헤드, 1981
- 파이어, (싱글) 1981
- 위 아 더 밴드, 1981

### 와일드파이어
마우솔레움 레코드:
- 브루트 포스 앤 이그노런스, 1983
- 서머 라이트닝, 1983
- 예루살렘 (7", 싱글), 1984
- 낫싱 라스츠 포에버 (7"), 1984

### 스위트
- 라이브 앳 더 마키[14]

### 크림존 레이크
- 크림존 레이크 (CD, EP), 낫 온 레이블 (크림존 레이크), 2011[15]

### 버팔로 크로우즈
- 버팔로 크로우즈 (폴 마리오 데이와 함께) – 디펜더스, LP '보보닉 엠파이어스'[16]

### 컴필레이션
- 브루트 포스 & 이그노런스 + 서머 라이트닝 (2xCD, 컴필레이션), 골든 코어, 2020[13]
- 길티; Various – 카트 & 호시스 아이언 메이든의 탄생지 – 웨이스티드 이어 2020 (CD, 컴필레이션); 낫 온 레이블; 2021[7]